# Атанас Ичов
Атанас (Тано) Христов (Ичов, Ичев) Николов е български революционер, деец на Вътрешната македоно-одринска революционна организация.

## Биография
Атанас Ичов е роден през 1872 година в боймишкото село Извор, тогава в Османската империя, днес в Гърция. Присъединява се към ВМОРО в края на XIX век и действа като куриер на четите на Апостол Петков и други войводи. Заловен е от турските власти и осъден на 12 години затвор в Мала Азия, като е амнистиран през 1907 година. След това повторно е арестуван през 1908 година и излежава пет месеца в затвор в Солун.
През 1912 година участва като доброволец в Македоно-одринското опълчение и служи в 4 рота на 15 щипска дружина. Заловен е от новите гръцки власти в родното си село заедно с видните български семейства. Той и други бягат успешно, но повечето хора са заклани или измъчвани, баща му е убит, а от преживените ужаси жена му остава парализирана за цял живот. През 1915 година по време на Първата световна война е назначен от Аргир Манасиев за куриер на българската армия, разположена около Гевгели. Преминавайки в тила на френската армия през 1916 година е ранен от френски войници.
На 30 март 1943 година, като жител на Пловдив, подава молба за българска народна пенсия, която е одобрена и пенсията е отпусната от Министерския съвет на Царство България.